# Paranacoleia
Paranacoleia és un gènere d'arnes de la família Crambidae.

## Espècies[2]
- Paranacoleia cuspidata Du & Li, 2008
- Paranacoleia elegantula Du & Li, 2008
- Paranacoleia lophophoralis (Hampson, 1912)
- Paranacoleia lubrica Du & Li, 2008